# Право на «Ліво»
«Право на „Ліво“» (фр. Les infidèles) — французький комедійний фільм-антологія режисерів Еммануель Берко, Фреда Каває, Олександра Корте, Жана Дюжардена, Мішеля Азанавічуса, Жана Кунена, Еріка Лартіґо і Жіля Лелуша, що вийшов 2012 року. У головних ролях Жан Дюжарден і Жиль Лелуш.
Сценаристами були Ніколя Бедо, Філіп Каверівері, Жан Дюжарден, Стефан Жолі і Жиль Лелуш, продюсерами — Марк Дюжарден, Ерік Ганнезо і Гійом Лакруа. Вперше фільм продемонстрували 29 січня 2012 року у Франції і Бельгії. В Україні у кінопрокаті прем'єра фільму відбулась 26 квітня 2012.

## Сюжет
Стрічка складається з восьми коротких епізодів, у яких розповідається про чоловічу невірність.

## У ролях
| Актор             | Персонаж                                                                                 | Роль              |
| ----------------- | ---------------------------------------------------------------------------------------- | ----------------- |
| Жан Дюжарден      | Фред / Олів'є / Франсуа / Лоран / Джеймс фр. Fred / Olivier / François / Laurent / James |                   |
| Жиль Лелуш        | Ґреґ / Ніколя / Бернар / Антуан / Ерік фр. Greg / Nicolas / Bernard / Antoine / Eric     |                   |
| Ліонель Абеланскі |                                                                                          | директор семінару |
| Гійом Кане        | Тібо фр. Thibault                                                                        |                   |
| Ерік де Монтальє  |                                                                                          | лікар швидкої     |
| Маню Пайєт        | Симон фр. Simon                                                                          |                   |

## Сприйняття

### Критика
Фільм отримав здебільшого негативні відгуки: Rotten Tomatoes дав оцінку 33% на основі 18 відгуків від критиків (середня оцінка 4,4/10) і 28% від глядачів (871 голос). Загалом на сайті фільми має негативний рейтинг, фільму зарахований «гнилий помідор» від кінокритиків і «розсипаний попкорн» від глядачів, Internet Movie Database — 5,3/10 (5 230 голосів), Metacritic — 43/100 (8 відгуків критиків). Загалом на цьому ресурсі від критиків фільм отримав змішані відгуки.

### Касові збори
Під час показу у Франції, що стартував 29 лютого 2012 року, протягом першого тижня фільм був показаний у 501 кінотеатрі і зібрав 7,794,808 $, що на той час дозволило йому зайняти 1 місце серед усіх прем'єр. Показ фільму протривав 5 тижнів і завершився 1 квітня 2012 року. За цей час фільм зібрав у прокаті у Франції 19,340,168  доларів США.
Під час показу у США, що стартував 4 квітня 2014 року, протягом першого тижня фільм був показаний у 50 кінотеатрах і зібрав 6,674 $, що на той час дозволило йому зайняти 81 місце серед усіх прем'єр. Показ фільму протривав 7 днів (1 тиждень) і завершився 10 квітня 2014 року. За цей час фільм зібрав у прокаті у США 10,854  доларів США (за іншими даними 9,552 $), а у решті світу 24,600,000 $, тобто загалом 24,610,854 $ при бюджеті 12,01 млн €.

### Виноски
1. 1 2  The Players: Release Info (англ.). Internet Movie Database. Процитовано 27 вересня 2014.
2. 1 2  Право на "ліво". Kino-teatr.ua. Процитовано 27 вересня 2014.
3. 1 2  Les 10 films les plus rentables du cinéma français en 2012 (фр.). AlloCiné. 7 січня 2013. Процитовано 27 вересня 2014.
4. 1 2 3 4  The Players (англ.). Box Office Mojo. Процитовано 27 вересня 2014.
5. 1 2  The Players (англ.). Internet Movie Database. Процитовано 27 вересня 2014.
6. ↑  The Players (англ.). Allmovie. Процитовано 27 вересня 2014.
7. ↑  The Players: Full Cast & Crew (англ.). Internet Movie Database. Процитовано 27 вересня 2014.
8. ↑  The Players (англ.). Rotten Tomatoes. Процитовано 27 вересня 2014.
9. ↑  The Players (англ.). Metacritic. Процитовано 27 вересня 2014.
10. ↑  The Players. France Weekend Box Office (англ.). Box Office Mojo. Процитовано 27 вересня 2014.
11. ↑  Les Infideles (англ.). The Numbers. Процитовано 27 вересня 2014.